# Amt Weißenfels
Das Amt Weißenfels war eine im Thüringer Kreis gelegene Verwaltungseinheit des 1806 in ein Königreich umgewandelten Kurfürstentums Sachsen. Zwischen 1657 und 1746 gehörte das Amt zum albertinischen Sekundogenitur-Fürstentum Sachsen-Weißenfels. Amtssitz war die an der Saale gelegene Stadt Weißenfels.
Bis zur Abtretung an Preußen 1815 bildete es als sächsisches Amt den räumlichen Bezugspunkt für die Einforderung landesherrlicher Abgaben und Frondienste, für Polizei, Rechtsprechung und Heeresfolge.

## Geographische Lage
Das Amtsgebiet liegt heute im Süden des Landes Sachsen-Anhalt sowie im Nordosten des Landes Thüringen und deckt sich mit Teilen des Burgenlandkreises, Teilen von dem in diesen aufgegangenen Landkreis Weißenfels sowie Teilen des Saale-Holzland-Kreises.

## Geschichte
Das Amt Weißenfels im späteren Thüringer Kreis erscheint bereits 1349 als „districtus“ im Besitz der Wettiner. 
Von 1656/57 bis 1746 war das Amt Teil des albertinischen Sekundogenitur-Fürstentums Sachsen-Weißenfels. Das Kurfürstentum Sachsen behielt sich jedoch die Aufsicht über die Schriftsassen in den der Sekundogenitur überlassenen Ämtern vor. Für die im Thüringischen Kreis gelegenen Ämter Freyburg, Eckartsberga und Weißenfels übernahm das bei der kursächsischen Hauptlinie verbliebene Amt Pforta diese Aufgabe.
Durch die Beschlüsse des Wiener Kongresses 1815 fiel das bis dahin königlich-sächsische Amt an das Königreich Preußen und ging im späteren Landkreis Weißenfels auf.

## Bestandteile
Neben zahlreichen Amtsdörfern gehörten auch mehrere Patrimonialgerichte zum Amtsgebiet, darunter auch Bonau, Domsen, Droyßig, Gladitz mit Reppicha, Goldschau, Gröbitz, Großgestewitz, Langendorf, Meineweh, Pretzsch, Schkortleben, Schleinitz, Tackau, Teuchern, Thierbach, Wengelsdorf. Ferner gehörten die Städte Weißenfels, Osterfeld, Schkölen und Teuchern dazu.

## Amtleute
- Hans von Werthern

## Überlieferung
Die schriftliche Überlieferung des Amtes Weißenfels (vor 1815) wird heute im Landesarchiv Sachsen-Anhalt am Standort Wernigerode verwahrt. Der Bestand trägt im sogenannten Ämterarchiv die Bestandsbezeichnung D 51.